# Humberto Solás
Humberto Solás (né le 14 décembre 1941 à La Havane et mort le 17 septembre 2008  dans la même ville est un réalisateur, scénariste et producteur de cinéma cubain.

## Biographie
Humberto Solás participe à la résistance contre la dictature de Batista. Il entre à l'Institut cubain des arts et de l'industrie cinématographiques et réalise plusieurs documentaires. Il se fait remarquer en 1966 avec son moyen métrage Manuela.
Il subit la censure avec Un jour de novembre, en 1972 : le film reste interdit pendant huit ans.
En 2003, il crée à Gibara le Festival du cinéma pauvre. Il reçoit en 2005 le prix national du cinéma cubain pour l'ensemble de son œuvre.

## Filmographie (partielle)
- 1958 : La huida
- 1961 : Casablanca
- 1962 : Minerva traduce el mar
- 1966 : Manuela
- 1968 : Lucía
- 1972 : Un jour de novembre (Un día de noviembre)
- 1974 : Simparelé
- 1975 : Cantata de Chile
- 1981 : Cecilia
- 1983 : Amada (co-réalisé avec Nelson Rodriguez)
- 1986 : Un hombre de éxito (es)
- 1988 : Obataleo
- 1992 : Le Siècle des Lumières (El siglo de las luces)
- 1998 : Retrato De La Habano
- 2001 : Miel para Oshún (es)
- 2005 : Adela
- 2005 : Barrio Cuba (es)